# Шемрок, Кен
Кеннет Уэйн Ше́мрок (англ. Kenneth Wayne Shamrock, фамилия при рождении Килпатрик (англ. Kilpatrick); род. 11 февраля 1964, Robins Air Force Base, Джорджия) — американский боец смешанных боевых искусств и рестлер.
Шемрок считается легендарной фигурой и иконой в MMA. Шемрок стал известен на заре UFC соперничеством с Ройсом Грейси. После ничьей с Грейси в первом «Супербое» он стал первым чемпионом «Супербоёв» UFC после победы над Дэном Северном на UFC 6. Титул в конечном итоге был заменен титулом чемпиона UFC в тяжелом весе, когда весовые категории стали представлены UFC. Чемпион Pancrase в открытой весовой категории (1994—1995 годы). Является основателем знаменитого клуба Lion’s Den (с англ. — «Львиное логово»), в котором в 1990-е годы тренировались ведущие в то время бойцы (Фрэнк Шемрок, Олег Тактаров, Джерри Болэндер, Гай Мезгер, Пит Уильямс, Морис Смит, Трэй Теллигмен и другие). Член Зала славы UFC. Кен является сводным братом другого знаменитого бойца Фрэнка Шемрока.
В дополнение к своей карьере в смешанных единоборствах, Шемрок пользовался значительным успехом в рестлинге во время работы в World Wrestling Federation (WWF, сейчас WWE) и Total Nonstop Action Wrestling (TNA, сейчас Impact Wrestling). Он является чемпионом мира в тяжелом весе NWA, интерконтинентальным чемпионом WWF, командным чемпионом WWF и «Королём ринга» 1998 года. Член Зала славы Impact с 2020 года.

## Карьера в рестлинге

### Начало карьеры (1988—1993)
В 1988 году Шемрок тренировался рестлингу под руководством Базза Сойера, Нельсона Ройала и Джина Андерсона. В 1989 году он дебютировал в промоушене Atlantic Coast Wrestling, базирующемся в Северной Каролине, под именем Уэйн Шемрок. После распада ACW он перешел в компанию South Atlantic Pro Wrestling под управлением Джорджа Скотта и Пола Джонса и сменил свое имя на Винс Торелли. Позже он получил прозвище «Мистер Рестлинг» и более злодейский образ.

### Япония (1990—1993)
В июне 1990 года, вдохновленный Дином Маленко, Шемрок подал заявку на участие в американских пробах японской Universal Wrestling Federation во Флориде. Поскольку это был промоушен в стиле «shoot style», где использовались реальные удары и приемы, Шемрок поставили в спарринг против других участников, среди которых был Барт Вейл. Пройдя ещё одну пробу в Японии, он был в конце концов принят, и в октябре провел свой дебютный матч в UWF под именем Уэйн Шемрок победив Ёдзи Андзё. Он мгновенно стал популярным и был поставлен на матч против Масакацу Фунаки. Вскоре после этого UWF распалась, и Шемрок последовал за Фунаки и другими рестлерами в её преемницу — Pro Wrestling Fujiwara Gumi, возглавляемую Ёсиаки Фудзиварой.
Несмотря на то, что он ещё не начал свою карьеру в смешанных единоборствах, Шемрок получил свой первый боевой опыт в Fujiwara Gumi, так как результаты многих матчей определялись путем участия борцов в соревновательном грэпплинге в спортзале. Свой первый поединок на высоком уровне он провел с Дуэйном Козловски, братом-близнецом Денниса Козловски — греко-римского борца летних Олимпийских игр 1988 года, которого Шемрок заставил сдаться дважды до того, как он провел реальный матч. С Кадзуо Такахаси ситуация была иной: он нарушил сценарий и бросился на Шемрока в их матче в ноябре 1991 года, в результате чего американец отбился и нокаутировал его футбольным ударом в лицо на 1:27. В 1992 году они провели матч-реванш, в котором оба борца работали очень жестко, но без новых инцидентов. Сам Шемрок высоко оценил Такахаси как борца, сравнивая его с собой.

### World Wrestling Federation

#### Разные соперничества (1997—1998)
24 февраля 1997 года на Monday Night Raw Шемрок дебютировал в WWF в качестве положительного персонажа. 23 марта 1997 года Шемрок, который получил от ABC News прозвище «Самый опасный человек в мире», был рефери матча между Бретом Хартом и Стивом Остином на WrestleMania 13.
Шемрок вернулся на ринг после WrestleMania, победив Вернона Уайта в своем дебютном матче в WWF. Он стал враждовать с Вейдером, Бретом Хартом и «Основанием Хартов» в течение 1997 года. Вражда Шемрока с Вейдером продолжилась в Японии. По рабочему соглашению между WWF и Frontier Martial-Arts Wrestling, Шемрок сразился с Вейдером в матче Ultimate Rules Steel Cage на супершоу FMW Kawasaki Legend 1997. Матч закончился победой Вейдера техническим нокаутом, так как Шемрок страдал от внутреннего кровотечения из-за легочной инфекции и травмы ребра.
Соперничество Шемрока с Хартами привело к его первому мейн-ивенту на PPV In Your House 16: Canadian Stampede. Кульминацией стал поединок между ним и Британским Бульдогом за титул чемпиона Европы WWF на SummerSlam 1997, который Шемрок проиграл по дисквалификации после того, как ударил Бульдога банкой собачьего корма. Матч за титул чемпиона WWF, состоявшийся 21 октября на Raw, Шамрок сразился с Бретом Хартом безрезультатно. Он снова боролся за титул чемпиона WWF в мейн-ивенте декабрьского PPV D-Generation X: In Your House, победив чемпиона Шона Майклза по дисквалификации, когда вмешался Triple H.
В начале 1998 года Шэмрок враждовал со Скалой и его командой «Нация доминации», претендуя на титул интерконтинентального чемпиона WWF Скалы. 18 января на Royal Rumble, во время матча, судья Майк Киода был отвлечен «Нацией доминации», после чего Скала ударил Шемрока кастетом. Два месяца спустя, 29 марта на WrestleMania XIV, Шемрок первоначально победил Рока, но решение было отменено, когда Шемрок продолжил применять свой захват лодыжки после того, как Скала сдался, и Скала был объявлен победителем по дисквалификации.
В июне 1998 года Шемрок участвовал в турнире «Король ринга» 1998 года, победив членов «Нации доминации» Марка Генри, Каму и Скалу, а также Джеффа Джарретта, и выиграл турнир. После «Короля ринга» Шемрок недолго враждовал с вернувшимся Королем Мэйблом, который вмешался, чтобы атаковать его в матче-реванше с Джарреттом, и которого Шамрок победил в одиночном матче. Затем он враждовал с Оуэном Хартом. Харт победил Шемрока в матче «Подземелье семьи Харт» на Fully Loaded, а Шtмрок победил Харта в матче «Львиное логово» на SummerSlam.

### Total Nonstop Action Wrestling (2002)
В мае 2002 года Шемрок подписал однолетний контракт с новообразованным промоушеном Total Nonstop Action Wrestling (TNA). 19 июня на первом в истории шоу TNA Шемрок выиграл вакантный титул чемпиона мира в тяжелом весе NWA и был признан первым в истории TNA чемпионом мира. После вражды с Малисом в течение нескольких недель, Шемрок покинул TNA вскоре после того, как 7 августа проиграл титул Рону Киллингсу.

### New Japan Pro-Wrestling (2003—2004)
Шемрок дважды выступал в New Japan Pro-Wrestling (NJPW) в 2003—2004 годах. Он победил Такаси Иидзуку на шоу NJPW Ultimate Crush II в мае 2003 года. Затем он проиграл Джошу Барнетту по дисквалификации на NJPW Nexess.

### Возвращение в TNA (2004)
Шемрок ненадолго вернулся в TNA в июле 2004 года. Во время своего возвращения он выступал только дважды: в матче за титул чемпиона NWA в тяжелом весе и в матче восьми человек «Гитара на шесте». В обоих матчах ему не удалось одержать победу. Вскоре после последнего матча Шемрок снова покинул TNA.

### Второе возвращение в Impact Wrestling (2019—2021)
В августе 2019 года было объявлено, что Шемрок вернется в TNA, ныне известную как Impact Wrestling. Он вернулся 5 сентября на шоу Impact! в Лас-Вегасе, Невада, и продолжил свою вражду с Лосем, начавшуюся в социальных сетях. Шемрок встретился с Лосем на шоу Bound for Glory 2019 и проиграл. В эпизоде Impact! от 29 октября Шемрок получил вызов на матч от Джоуи Райана. На следующей неделе Шамрок победил Райана, выиграв свой первый матч с 2002 года. В феврале 2020 года он был введен в Зал славы Impact.

## Титулы и достижения

### Смешанные боевые искусства
- Pancrase
  - Первый чемпион в открытом весе
- Ultimate Fighting Championship
  - Победитель «Супербоя» (UFC 6)
  - Член «Зала Славы» (с 2003 г.)

### Реслинг
- Pro Wrestling Illustrated
  - Самый прогрессирующий реслер года (1997)
  - #8 в списке 500 лучших реслеров 1998 года по версии PWI
- South Atlantic Pro Wrestling
  - SAPW Heavyweight Championship (1 раз)
- Total Nonstop Action Wrestling
  - Чемпион мира в тяжёлом весе NWA (1 раз)
  - Gauntlet for the Gold (2002 — Heavyweight)
  - Зал славы Impact (с 2020 года)
- World Wrestling Federation
  - Интерконтинентальный чемпион WWF (1 раз)
  - Командный чемпион WWF (1 раз) — с Биг Босс Меном
  - Король ринга (1998)

## Кинокарьера
В 1998 году снялся в боевике «Чемпионы» (в дуэте с Луисом Мэндилором). Также в 1998 году появился в серии Crossfire сериала «Детектив Нэш Бриджес» в роли фанатика боевых единоборств по имени Пайк. В 2013 году снялся в роли комментатора в фильме Beyond the Mat. В 2014 году снялся в главной роли (Рок) в фильме «Бункер».

## Статистика в смешанных единоборствах
| Боёв 47  | Побед 28 | Поражений 17 |
| -------- | -------- | ------------ |
| Нокаутом | 3        | 11           |
| Сдачей   | 22       | 4            |
| Решением | 3        | 2            |
| Ничьи    | 2        | 2            |

| Результат | Рекорд  | Соперник               | Способ                                          | Турнир                                                          | Дата             | Раунд | Время | Место                  | Примечание |
| --------- | ------- | ---------------------- | ----------------------------------------------- | --------------------------------------------------------------- | ---------------- | ----- | ----- | ---------------------- | ---------- |
| Поражение | 28-17-2 | Ройс Грейси            | Техническим нокаутом (удар коленом и добивание) | Bellator 149: Шемрок — Грейси                                   | 19 февраля 2016  | 1     | 2:22  | Хьюстон, США           |            |
| Поражение | 28-16-2 | Кимбо Слайс            | Техническим нокаутом (удары)                    | Bellator 138: Незаконченное дело                                | 19 июня 2015     | 1     | 2:22  | Сент-Луис, США         |            |
| Поражение | 28-15-2 | Майк Бурк              | Техническим нокаутом (удары)                    | KOTC — Platinum                                                 | 25 ноября 2010   | 1     | 2:00  | Дурбан, ЮАР            |            |
| Победа    | 28-14-2 | Джонатан Айви          | Решением (единогласным)                         | USA MMA — Return of the Champions                               | 16 октября 2010  | 3     | 5:00  | Лафейетт, США          |            |
| Поражение | 27-14-2 | Педру Риззу            | Техническим нокаутом (удары ногами и добивание) | Impact FC 2 — The Uprising: Sydney                              | 18 июля 2010     | 1     | 3:33  | Сидней, Австралия      |            |
| Победа    | 27-13-2 | Росс Клифтон           | Сабмишном (рычаг локтя)                         | Wargods/Ken Shamrock Productions — The Valentine’s Eve Massacre | 13 февраля 2009  | 1     | 1:00  | Фресно, США            |            |
| Поражение | 26-13-2 | Роберт Берри           | Нокаутом (удары)                                | Cage Rage 25 — Bring It On                                      | 8 марта 2008     | 1     | 3:26  | Лондон, Англия         |            |
| Поражение | 26-12-2 | Тито Ортис             | Техническим нокаутом (удары)                    | UFC — The Final Chapter                                         | 10 октября 2006  | 1     | 2:23  | Холливуд, Флорида, США |            |
| Поражение | 26-11-2 | Тито Ортис             | Техническим нокаутом (удары локтями)            | UFC 61 — Bitter Rivals                                          | 8 июля 2006      | 1     | 1:18  | Лас-Вегас, США         |            |
| Поражение | 26-10-2 | Кадзуси Сакураба       | Техническим нокаутом (удар)                     | Pride 30 — Fully Loaded                                         | 23 октября 2005  | 1     | 2:27  | Сайтама, Япония        |            |
| Поражение | 26-9-2  | Рич Франклин           | Техническим нокаутом (удары)                    | UFC — The Ultimate Fighter 1 Finale                             | 9 апреля 2005    | 1     | 2:42  | Лас-Вегас, США         |            |
| Победа    | 26-8-2  | Кимо Леопольдо         | Нокаутом (удар коленом)                         | UFC 48 — Payback                                                | 19 июня 2004     | 1     | 1:26  | Лас-Вегас, США         |            |
| Поражение | 25-8-2  | Тито Ортис             | Техническим нокаутом (остановка углом)          | UFC 40 — Vendetta                                               | 22 ноября 2002   | 3     | 5:00  | Лас-Вегас, США         |            |
| Поражение | 25-7-2  | Дон Фрай               | Решением (раздельным)                           | Pride 19 — Bad Blood                                            | 24 февраля 2002  | 3     | 5:00  | Сайтама, Япония        |            |
| Победа    | 25-6-2  | Сэм Адкинс             | Сабмишном (кимура)                              | WMMAA 1 — MegaFights                                            | 10 августа 2001  | 1     | 1:26  | Атлантик-Сити, США     |            |
| Поражение | 24-6-2  | Кадзуюки Фудзита       | Техническим нокаутом (остановка углом)          | Pride 10 — Return of the Warriors                               | 27 августа 2000  | 1     | 6:46  | Сайтама, Япония        |            |
| Победа    | 24-5-2  | Александр Оцука        | Нокаутом (удары)                                | Pride FC — Pride Grand Prix 2000: Finals                        | 1 мая 2000       | 1     | 9:43  | Токио, Япония          |            |
| Победа    | 23-5-2  | Брайан Джонстон        | Сабмишном (удушение предплечьем)                | UU 96 — Ultimate Ultimate 1996                                  | 7 декабря 1996   | 1     | 5:48  | Бирмингем, США         |            |
| Поражение | 22-5-2  | Дэн Северн             | Решением (раздельным)                           | UFC 9 — Motor City Madness                                      | 17 мая 1996      | 1     | 30:00 | Детройт, США           |            |
| Победа    | 22-4-2  | Кимо Леопольдо         | Сабмишном (рычаг колена)                        | UFC 8: Давид — Голиаф                                           | 16 февраля 1996  | 1     | 4:24  | Баямон, Пуэрто-Рико    |            |
| Победа    | 21-4-2  | Кадзуо Такахаси        | Раздельным решением                             | Pancrase — Truth 1                                              | 28 января 1996   | 1     | 20:00 | Йокогама, Япония       |            |
| Победа    | 20-4-2  | Кацуоми Инагаки        | Сабмишном (удушение ручным треугольником)       | Pancrase — Eyes Of Beast 7                                      | 14 декабря 1995  | 1     | 3:19  | Саппоро, Япония        |            |
| Ничья     | 19-4-2  | Олег Тактаров          | Ничья                                           | UFC 7 — The Brawl in Buffalo                                    | 8 сентября 1995  | 1     | 33:00 | Буффало, США           |            |
| Победа    | 19-4-1  | Ларри Пападопулос      | Сабмишном (ключ ахилла)                         | Pancrase — 1995 Neo-Blood Tournament Opening Round              | 22 июля 1995     | 1     | 2:18  | Токио, Япония          |            |
| Победа    | 18-4-1  | Дэн Северн             | Сабмишном (удушение гильотиной)                 | UFC 6 — Clash of the Titans                                     | 14 июля 1995     | 1     | 2:14  | Каспер, США            |            |
| Поражение | 17-4-1  | Минору Судзуки         | Сабмишном (рычаг колена)                        | Pancrase — Eyes Of Beast 4                                      | 13 мая 1995      | 1     | 2:14  | Ураясу, Япония         |            |
| Ничья     | 17-3-1  | Ройс Грейси            | Ничья                                           | UFC 5 — The Return of the Beast                                 | 7 апреля 1995    | 1     | 36:00 | Шарлотт, США           |            |
| Победа    | 17-3    | Бас Руттен             | Сабмишном (рычаг колена)                        | Pancrase — Eyes Of Beast 2                                      | 10 марта 1995    | 1     | 1:01  | Йокогама, Япония       |            |
| Победа    | 16-3    | Леон ван               | Сабмишном (скручивание пятки)                   | Pancrase — Eyes Of Beast 1                                      | 26 января 1995   | 1     | 4:45  | Нагоя, Япония          |            |
| Победа    | 15-3    | Манабу Ямада           | Решением (единогласным)                         | Pancrase — King Of Pancrase Tournament Second Round             | 17 декабря 1994  | 1     | 30:00 | Токио, Япония          |            |
| Победа    | 14-3    | Масакацу Фунаки        | Сабмишном (удушение ручным треугольником)       | Pancrase — King Of Pancrase Tournament Second Round             | 17 декабря 1994  | 1     | 5:50  | Токио, Япония          |            |
| Победа    | 13-3    | Алекс Кук              | Сабмишном (скручивание пятки)                   | Pancrase — King of Pancrase Tournament Opening Round            | 16 декабря 1994  | 1     | 1:31  | Токио, Япония          |            |
| Победа    | 12-3    | Морис Смит             | Сабмишном (удушение ручным треугольником)       | Pancrase — King of Pancrase Tournament Opening Round            | 16 декабря 1994  | 1     | 4:23  | Токио, Япония          |            |
| Победа    | 11-3    | Такаку Фукэ            | Сабмишном (удушение сзади)                      | Pancrase — Road To The Championship 5                           | 15 октября 1994  | 1     | 3:13  | Токио, Япония          |            |
| Победа    | 10-3    | Кристоф Ленинжер       | Сабмишном (удары)                               | UFC 3                                                           | 9 сентября 1994  | 1     | 4:49  | Шарлотт, США           |            |
| Победа    | 9-3     | Феликс Митчелл         | Сабмишном (удушение сзади)                      | UFC 3                                                           | 9 сентября 1994  | 1     | 4:34  | Шарлотт, США           |            |
| Поражение | 8-3     | Масакацу Фунаки        | Сабмишном (удушение сзади)                      | Pancrase — Road To The Championship 4                           | 1 сентября 1994  | 1     | 2:30  | Осака, Япония          |            |
| Победа    | 8-2     | Бас Руттен             | Сабмишном (удушение сзади)                      | Pancrase — Road To The Championship 3                           | 26 июля 1994     | 1     | 16:42 | Токио, Япония          |            |
| Победа    | 7-2     | Мэтт Хьюм              | Сабмишном (кимура)                              | Pancrase — Road To The Championship 2                           | 6 июля 1994      | 1     | 5:50  | Амагасаки, Япония      |            |
| Победа    | 6-2     | Рюси Янагисава         | Сабмишном (скручивание пятки)                   | Pancrase — Pancrash! 3                                          | 21 апреля 1994   | 1     | 7:30  | Осака, Япония          |            |
| Поражение | 5-2     | Минору Судзуки         | Сабмишном (рычаг колена)                        | Pancrase — Pancrash! 1                                          | 19 января 1994   | 1     | 7:37  | Йокогама, Япония       |            |
| Победа    | 5-1     | Андрэ Ван ден Оетелаар | Сабмишном (ключ ахилла)                         | Pancrase — Yes, We Are Hybrid Wrestlers 4                       | 8 декабря 1993   | 1     | 1:04  | Фукуока, Япония        |            |
| Победа    | 4-1     | Патрик Смит            | Сабмишном (скручивание пятки)                   | UFC 1                                                           | 12 ноября 1993   | 1     | 1:49  | Денвер, США            |            |
| Поражение | 3-1     | Ройс Грейси            | Сабмишном (удушение сзади)                      | UFC 1                                                           | 12 ноября 1993   | 1     | 0:57  | Денвер, США            |            |
| Победа    | 3-0     | Такаку Фукэ            | Сабмишном (удушение сзади)                      | Pancrase — Yes, We Are Hybrid Wrestlers 3                       | 8 ноября 1993    | 1     | 0:44  | Кобэ, Япония           |            |
| Победа    | 2-0     | Кадзуо Такахаси        | Сабмишном (скручивание пятки)                   | Pancrase — Yes, We Are Hybrid Wrestlers 2                       | 14 октября 1993  | 1     | 12:23 | Нагоя, Япония          |            |
| Победа    | 1-0     | Масакацу Фунаки        | Сабмишном (удушение сзади)                      | Pancrase — Yes, We Are Hybrid Wrestlers 1                       | 21 сентября 1993 | 1     | 6:15  | Ураясу, Япония         |            |